# Antonio de Mena y Zorrilla
Antonio de Mena y Zorrilla (Sevilla, 1823 - Madrid el 25 de febrer de 1895) fou un polític i advocat espanyol, diputat i senador a les Corts Espanyoles durant la restauració borbònica.

## Biografia
Havia estat diputat a les Corts per Talavera de la Reina en 1857, per Alcoi en 1858 i 1863 i per Carmona en 1865. Dsprés de la restauració borbònica fou escollit novament diputat a les eleccions generals espanyoles de 1876 pel districte de Montilla. Com a director general de la Instrucció Pública en 1876 va dictar una instrucció que va facilitar l'entrada al món acadèmic de la Institución Libre de Enseñanza. També fou Director de Penals i fiscal del Tribunal Suprem d'Espanya.
Després fou escollit senador per la Universitat de Sevilla des de 1878 fins a 1890, any en què fou nomenat senador vitalici. En 1890 fou nomenat acadèmia de la Reial Acadèmia de Ciències Morals i Polítiques.

## Obres
- Estudio sobre la extradición y los delitos políticos Arxivat 2012-06-30 a Wayback Machine. (1888)